# Lovsången (Gloria och Laudamus, Göransson 1985)
Lovsången är ett Gloria och Laudamus av Harald Göransson. Skriven 1985.

## Publicerad som
- Nr 697:2 i Den svenska psalmboken 1986 under rubriken "Liturgiska sånger".
- Den svenska kyrkohandboken från 1986.